# Hyundai Kona
La Hyundai Kona è un crossover di segmento B prodotto dalla casa automobilistica sudcoreana Hyundai Motor Company a partire dal 2017.
Posizionato all'interno della gamma Hyundai al di sotto del modello Tucson, la vettura viene commercializzata in tutto il mondo. In alcuni paesi si è avuto un cambio della denominazione come in Cina dove viene venduto come Hyundai Encino mentre in Portogallo è stato ribattezzato Hyundai Kauai.
Dal 2018 viene prodotto anche in versione con motore elettrico chiamato Hyundai Kona Electric.
Nel 2023 viene presentata la nuova generazione con motori endotermici, full hybrid e una elettrica con autonomia di 490 km nel ciclo WLTP.

## Il contesto

### Genesi
La Hyundai Kona è un crossover compatto di segmento B sviluppato dalla Hyundai per il mercato globale; la casa coreana possedeva in gamma già i modelli Tucson e Santa Fe che godevano di un ottimo successo ma mancava una vettura di piccole dimensioni che potesse costituire il modello d’ingresso nel segmento. Per i mercati emergenti veniva prodotta da anni già la Hyundai Creta che era leggermente più compatta della Tucson ma possedeva degli standard qualitativi non adeguati ai livelli europei e americani quindi si iniziò a lavorare a un nuovo modello specifico. Per il design sì parti da tre proposte provenienti dal centro stile sudcoreano, il centro stile europeo di Francoforte e il centro stile americano di Irvine; la proposta che venne approvata fu quella proveniente dal centro stile americano guidato da Chris Chapman. Successivamente si passò alla fase ingegneristica: venne studiato un nuovo telaio di base in modo da poter essere adottato anche da altri modelli del gruppo come la Kia Stonic e la Kia Rio di quarta generazione. Inoltre venne imposta anche la realizzazione di una versione con motore esclusivamente elettrico.

### Debutto e produzione
Dopo oltre due anni di progettazione la presentazione ufficiale del modello avviene a Milano nel giugno 2017 in un evento dedicato e come ambasciatore venne scelto il fashion blogger Mariano Di Vaio.
La produzione parte nell’estate del 2017 presso l’impianto Hyundai di Ulsan in Corea del Sud e le vendite incominciano nell’autunno dello stesso anno.
Il nome Kona deriva dall'omonimo distretto di Big Island nelle isole delle Hawaii.
In Portogallo il nome Kona, a causa dell’assonanza con degli slang locali non viene utilizzato e la vettura è stata ribattezzata come Hyundai Kauai, nome anch’esso derivante dall'omonima isola della Hawaii.
Dal 2018 la Kona viene lanciata anche in Cina prodotta dalla joint-venture Beijing-Hyundai con il costruttore cinese BAIC nello stabilimento locale di Pechino; il modello cinese viene ribattezzato Hyundai Encino e dispone del solo motore 1.6 Turbo da 177 cavalli per essere posizionata in termini di prezzi più in alto al fine di evitare concorrenza interna con la Hyundai Creta anch’essa prodotta localmente. I modelli fabbricati in Cina sono venduti solo sul mercato locale.
A gennaio 2021 viene annunciata la versione sportiva Hyundai Kona N, dotata di motore 2.0 litri turbo, cambio automatico N DCT a doppia frizione a bagno d’olio a otto rapporti.

## Design

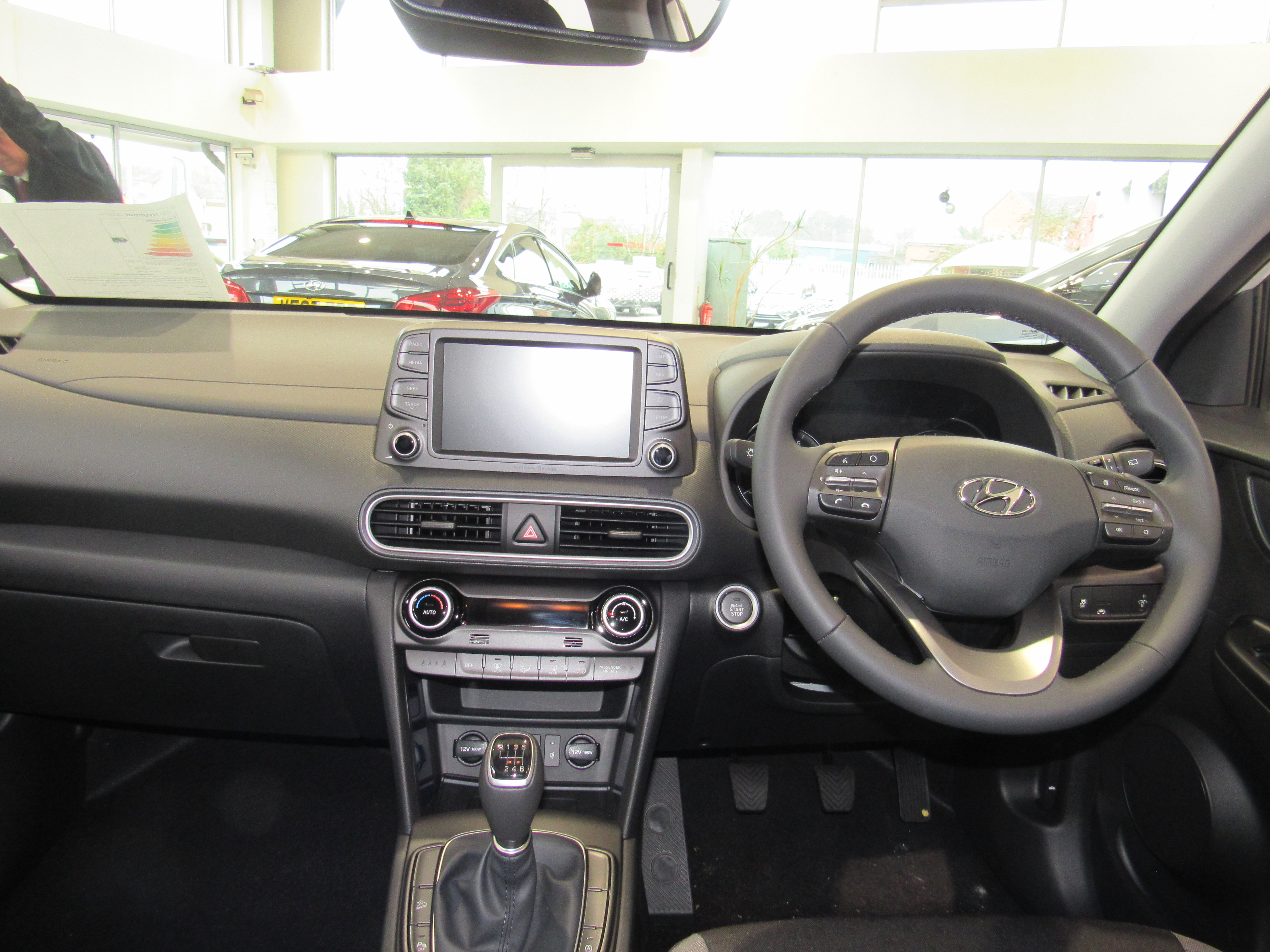
Interni di una versione con guida a destra

Stilisticamente Chris Chapman dichiarò che l’ispirazione nelle proporzioni della vettura proveniva direttamente dalle gran turismo italiane ovviamente il tutto adattato alle forme di un crossover compatto. La principale caratteristica è l’effetto bicolore della carrozzeria che viene ripreso da numerosi elementi presenti sui paraurti, nella fiancata e sul montante posteriore. Il design della Kona non presenta punti in comune con il restante della gamma Hyundai, l’unico elemento condiviso è la calandra esagonale denominata “a cascata”. Il frontale presenta fanali sdoppiati su due livelli con le luci diurne a LED in posizione rialzata e il secondo gruppo ottico incastonato nei fascioni paracolpi in plastica a contrasto. Proprio i fascioni si estendono fino ai passaruota e si raccordano lungo tutta la fiancata. Al posteriore viene adottata una simile soluzione per i fascioni e per il lunotto mentre la fanaleria è più classica e ha uno sviluppo orizzontale. Sia all’anteriore sia al posteriore sono presenti degli scudi paracolpi in plastica.
Il responsabile del design interno è Kevin Kang. La plancia presenta un’impostazione più classica con lo schermo touchscreen da 7 o 8 pollici del sistema multimediale (a seconda della versione) posizionato in alto al centro (stile tablet) con connettività Apple CarPlay e Android Auto, e uno un ampio tunnel centrale rialzato che si raccorda nella parte bassa della plancia. I modelli base dispongono di un'autoradio con schermo LCD TFT da 5 pollici.

## Meccanica
La scocca della Kona è realizzata in acciai alto resistenziali a deformazione programmata, con la sezione del montante centrale stampata a caldo. Il telaio di base è totalmente inedito e il motore è disposto in posizione anteriore trasversale con trazione anteriore o integrale di tipo TOD elettronicamente. Le sospensioni anteriori sono di tipo a ruote indipendenti MacPherson con barra stabilizzatrice mentre quelle posteriori sono sulle versioni a trazione anteriore di tipo semi indipendente a ponte torcente con barra stabilizzatrice, mentre le versioni a trazione integrale hanno sospensioni multilink con barra stabilizzatrice. Tutte le versioni sono dotate di serie di sei airbag (frontali, laterali e a tendina) e poggiatesta anteriori attivi anti colpo di frusta oltre al sistema anti bloccaggio delle ruote motrici (ABS) con ripartitore elettronico di frenata di emergenza, il controllo elettronico della stabilità ESP e della trazione. I freni anteriori sono a disco autoventilati, quelli posteriori a disco pieno.
Il freno di stazionamento è elettrico sui modelli di punta ed è presente il pacchetto SmartSense che contiene i sistemi di sicurezza di segnalazione della frenata di emergenza (ESS), controllo per le partenze in salita (HAC), frenata automatica in caso di emergenza, riconoscimento veicoli e pedoni, mantenimento automatico della corsia (LKA) e rilevatore di stanchezza (DAW).
Nel dicembre 2017 viene sottoposta al crash test EuroNCAP ottenendo il punteggio di 5 stelle con una protezione pari al 87% per gli adulti, 85% per i bambini, 62% nell'investimento pedoni e 60% nei contenuti di sicurezza.

## Evoluzione

### Restyling 2020

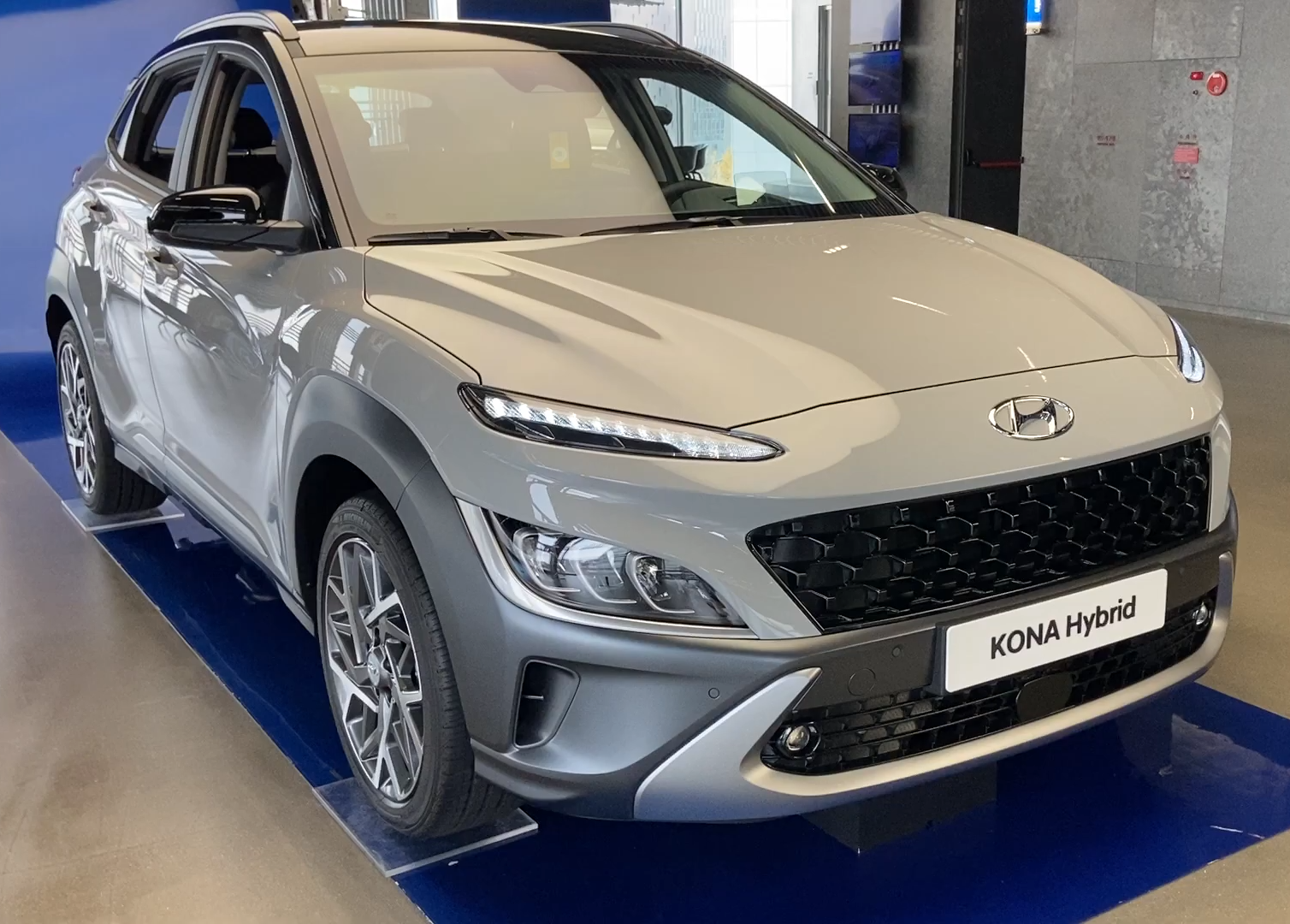
Restyling 2020

Nel settembre 2020 Hyundai ha presentato una versione aggiornata della Kona, che ha interessato sia le versioni endotermiche che i modelli Hybrid e Electric. Il restyling ha principalmente modificato il frontale, che è stato totalmente ridisegnato e presenta linee più morbide e tondeggianti rispetto a prima. Con il restyling ci sono state delle modifiche all'abitacolo, con un leggero incremento della capacità del bagaglio e dello spazio per le gambe a disposizione dei sedili posteriori. Per la prima volta la vettura è disponibile nel allestimento N-Line, con le vendite che sono iniziate a novembre 2020.

### Kona N

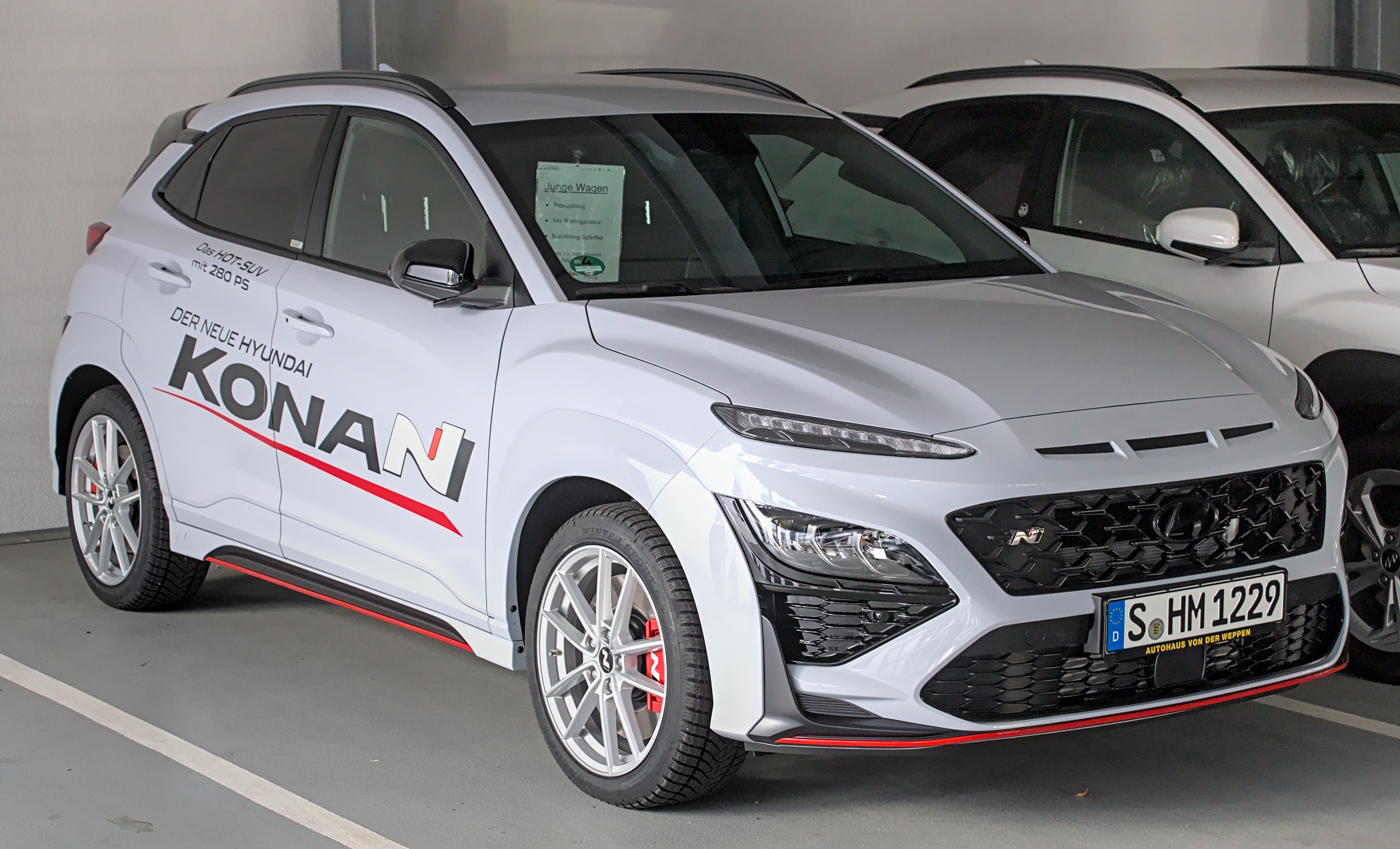
Kona N

Presentato all'evento denominato Hyundai N Day il 27 aprile 2021, la Kona N è il primo SUV del reparto N a essere realizzato dalla Hyundai. A spingere la vettura c'è lo stesso propulsore della i30 N, ovvero il turbo benzina quattro cilindri da 2,0 litri con 206 kW (280 CV) e 392 Nm di coppia. La velocità massima è di 240 km/h, con l'accelerazione nello 0-100 km/h che viene coperto in 5,5 secondi. A differenza della i30 N, non è disponibile il cambio manuale. In modalità N Grin Shift il motore può raggiungere temporaneamente fino a 290 CV di potenza attraverso la funzione di overboost del turbo.
Esteticamente la N si differenzia dalle altre per il logo N e Hyundai di color cromo scuro presenti sulla griglia frontale. La carrozzeria si caratterizza per uno splitter presente sul labbro anteriore, uno spoiler posteriore a doppia ala e delle modanature sottoporta per migliorare l'aerodinamica, andando a incrementare la deportanza e la stabilità alle alte velocità. Esclusiva di questa versione è la terza luce di stop triangolare. All'interno, sedili, volante, pomello del cambio e freno a mano sono colorati sono derivati dalla i30 N e sono in pelle, con i sedili scamosciati che sono dotati di imbottiture laterali.

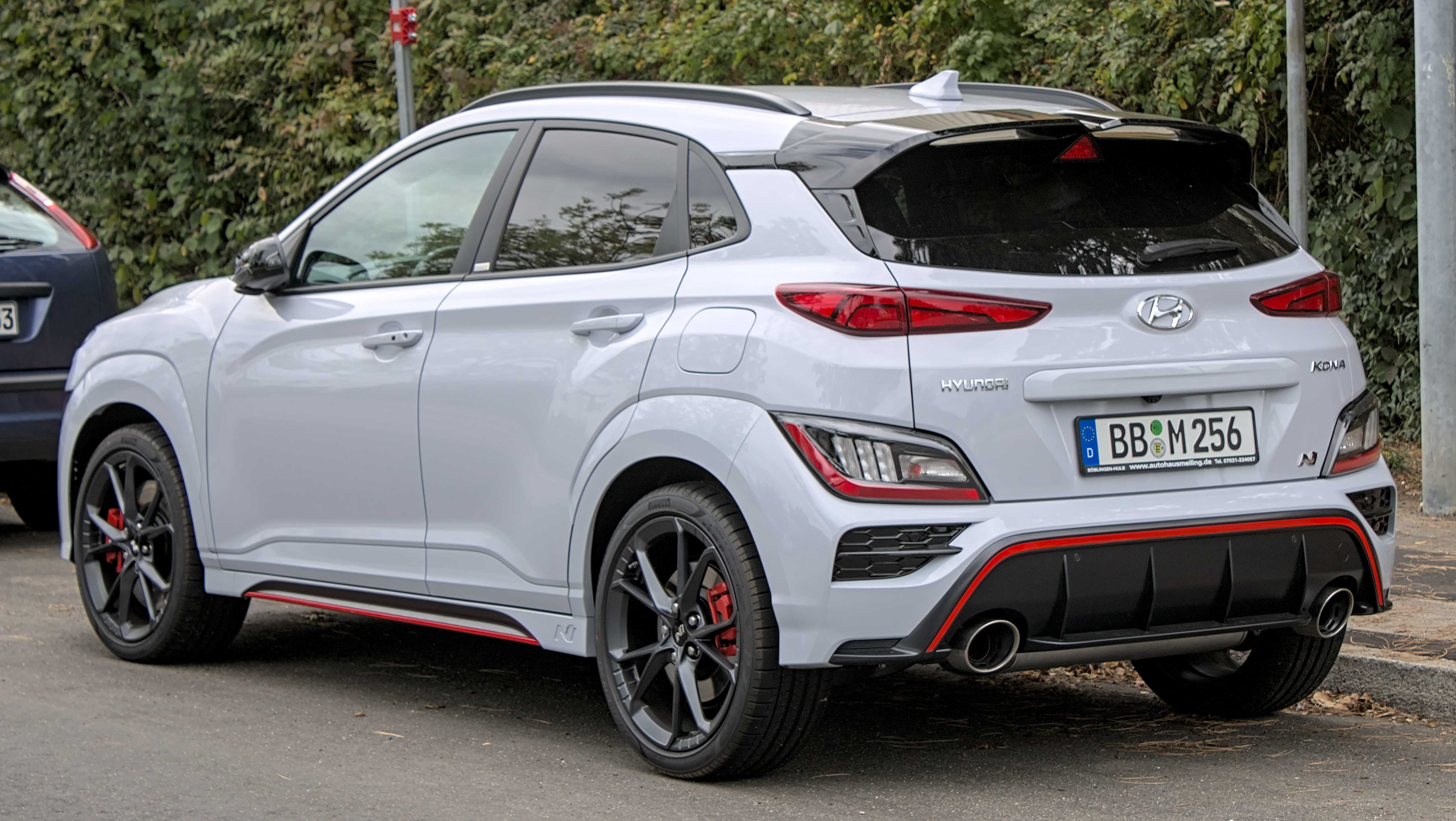
Retro Kona N

### Motorizzazioni
Il motore benzina disponibile è il 1.0 T-GDI tre cilindri 12 valvole della famiglia Kappa; si tratta di un propulsore dalla distribuzione bialbero in testa con sistema a geometria variabile D-CVVT, blocco e testata in alluminio e iniezione diretta GDI con turbocompressore collegato direttamente ai tre cilindri e dotato di una valvola wastegate azionata elettricamente. Il collettore di scarico è integrato nel disegno della testata. Eroga 120 cavalli, è omologato Euro 6D-Temp e dispone del filtro antiparticolato GPF. La Kona 1.0 T-GDI è disponibile con cambio manuale a 6 rapporti e trazione anteriore.
Il secondo motore benzina è il 1.6 Turbo della famiglia motoristica Hyundai Gamma. È un quattro cilindri con distribuzione D-CVVT quattro valvole per cilindro con blocco e testata in alluminio, dotato di turbocompressore e iniezione diretta GDI ed eroga la potenza di 177 cavalli. Viene abbinato alla trasmissione robotizzata a doppia frizione DCT a sette rapporti e alla trazione integrale 4WD TOD. Inizialmente il motore era omologato Euro 6B ma dall'estate 2018 è stato riomologato Euro 6D-Temp mediante l’adozione del filtro antiparticolato GPF.
Il motore diesel è il nuovo 1.6 CRDI common rail appartenente alla famiglia Hyundai U3 esordito sulla Kia Optima ed è omologato Euro 6D-Temp. Si tratta di un quattro cilindri in linea con blocco in ghisa e testata in alluminio, turbina a geometria variabile con filtro antiparticolato con distribuzione a quattro valvole per cilindro; è disponibile in due versioni da 116 e 136 cavalli.
Il 116 cavalli è abbinato a trazione anteriore e cambio manuale a sei rapporti, il 136 cavalli invece è accoppiato al cambio robotizzato doppia frizione DCT a 7 rapporti e alla trazione anteriore o integrale 4WD TOD.

### Riepilogo versioni
| Modello                      | Disponibilità | Motore                       | Cilindrata | Potenza         | Coppia massima        | Emissioni CO2 (g/km) | 0–100 km/h (secondi) | Velocità max (km/h) | Consumo medio (km/l) |
| 1.0 12V Kappa T-GDI          | dall'esordio  | 3 cilindri in linea, Benzina | 998 cm³    | 88 kW (120 CV)  | 172 Nm @1500 giri/min | 142-149              | 12,0                 | 181                 | 16,1-15,4            |
| 1.6 16V Gamma T-GDI 7DCT 4WD | dall'esordio  | 4 cilindri in linea, Benzina | 1.591 cm³  | 130 kW (177 CV) | 265 Nm @1500 giri/min | 181-194              | 7,9                  | 206                 | 12,5-11,8            |
| 2.0 16V Nu 6AT 4WD           | non importato | 4 cilindri in linea, Benzina | 1.999 cm³  | 110 kW (150 CV) | 179 Nm @4500 giri/min | 166                  | 10,0                 | -                   | 13,9-11,9            |
| 1.6 CRDi 16V 116             | dal 2018      | 4 cilindri in linea, Diesel  | 1.598 cm³  | 85 kW (116 CV)  | 280 Nm @1500 giri/min | 129-134              | 11,0                 | 193                 | 20,4-19,6            |
| 1.6 CRDi 16V 136 7DCT        | dal 2018      | 4 cilindri in linea, Diesel  | 1.598 cm³  | 100 kW (136 CV) | 320 Nm @2000 giri/min | 134-141              | 10,2                 | 191                 | 18,5                 |
| 1.6 CRDi 16V 136 7DCT 4WD    | dal 2018      | 4 cilindri in linea, Diesel  | 1.598 cm³  | 100 kW (136 CV) | 320 Nm @2000 giri/min | 144-155              | 11,2                 | 186                 | 18,2-17,0            |

### Kona Electric

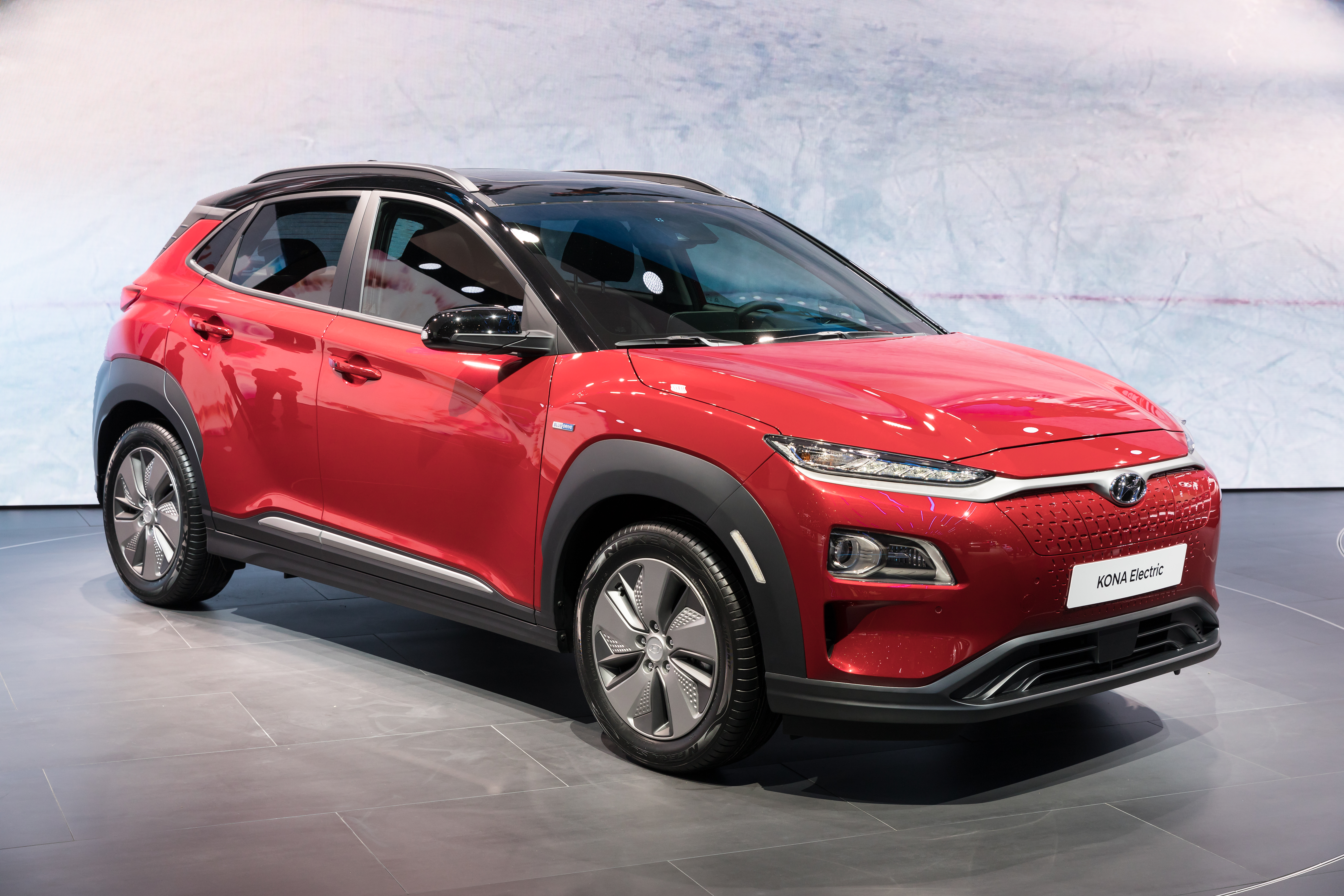
Hyundai Kona Electric

Nel 2018 esordisce al Salone Internazionale dell'automobile di Ginevra la versione elettrica denominata Kona Electric disponibile in due versioni con batterie da 39,2 kWh e 64 kWh. 
Esteticamente la Kona elettrica presenta un muso completamente ridisegnato con un paraurti inedito privo delle prese d'arie e degli ampi fascioni paracolpi in plastica; presenta un design più pulito e una ampia cromatura che intercorre al di sotto dei fanali e integra il marchio Hyundai. La carrozzeria è la stessa ma presenta numerose appendici aerodinamiche per migliorare la resistenza all'aria della vettura e ridurre i consumi, inoltre l'assetto è più basso. I nuovi paraurti incrementano leggermente le dimensioni della carrozzeria che raggiunge i 4,180 metri di lunghezza lasciando inalterato il passo (di 2,60 metri). Il bagagliaio possiede una capacità di 332 litri (1.114 litri con il divano posteriore reclinato). Il telaio di base possiede una impostazione a trazione anteriore con sospensioni anteriori MacPherson e posteriori Multilink.
Le batterie sono di tipo litio-ione polimero e posizionate sopra il pianale. Esse vengono raffreddate tramite un sistema a liquido accoppiato al sistema A/C e riscaldate da un riscaldatore elettrico. Sono disponibili due tipi di batterie: una dalla capacità di 39 kWh in grado di far percorrere alla vettura 289 km con una ricarica (omologazione WLTP), e una seconda dalla capacità 64 kWh che permette una autonomia pari a 449 km (ciclo WLTP). La vettura inoltre dispone della frenata rigenerativa che ricarica le batterie in frenata.
La ricarica avviene tramite tre programmi: ricarica veloce tramite stazioni da 100 kW a corrente continua (DC) che impiegano 54 minuti a ricaricare l'80% della batteria, oppure tramite stazioni da 50 kW a corrente continua (DC) che impiegano dai 57 minuti (la 39 kWh) ai 75 minuti (64 kWh). La ricarica standard invece viene effettuata tramite la wall-box Hyundai e impiega 9 ore e 35 minuti per caricare completamente la batteria oppure tramite il cavo di ricarica domestico che impiega dalle 19 alle 31 ore. Il terzo tipo di ricarica è quella programmata tramite app su smartphone presso i punti di ricarica compatibili.
| Modello                    | Motore                                   | Potenza         | Coppia massima | Batteria | Autonomia | 0–100 km/h (secondi) | Velocità max (km/h) | Ricarica standard 7,2 kW | Ricarica domestica |
| Kona Electric 39,2 kWh 136 | Elettrico, sincrono a magneti permanenti | 100 kW (136 CV) | 395 N·m        | 39,2 kWh | 289 km    | 9,7                  | 155                 | 6,10 h                   | 19 h               |
| Kona Electric 64 kWh 204   | Elettrico, sincrono a magneti permanenti | 150 kW (204 CV) | 395 N·m        | 64 kWh   | 449 km    | 7,6                  | 167                 | 9,35 h                   | 31 h               |

## Seconda generazione (SX2; dal 2023)

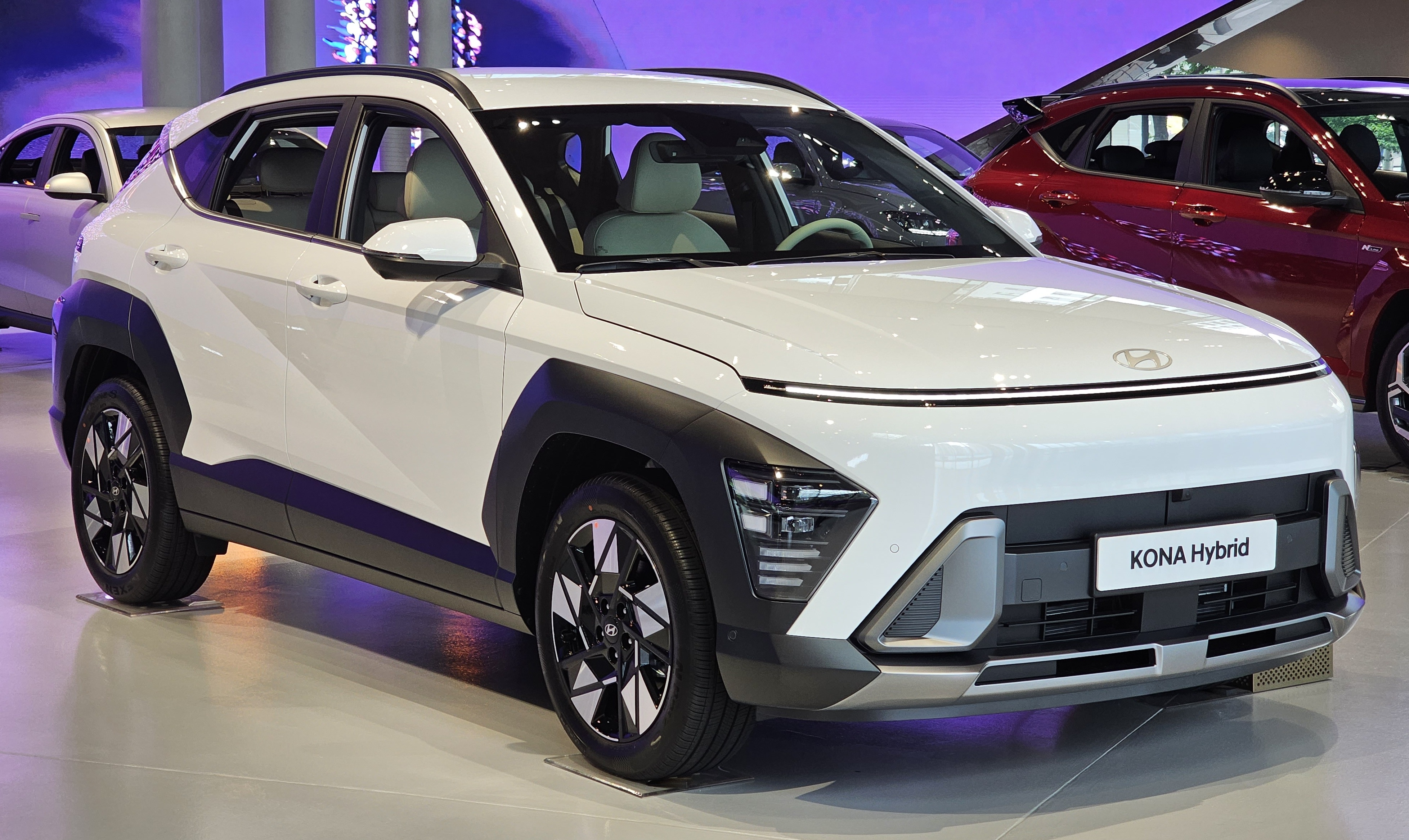
Hyundai Kona (II gen.)

La Kona di seconda generazione è stata presentata nel dicembre 2022. È disponibile con modelli benzina, ibrido ed elettrico a batteria, mentre le opzioni del motore diesel non sono più offerte.
Secondo Hyundai, la Kona di seconda generazione è stata inizialmente progettata come veicolo elettrico a batteria prima di essere adattata per altre varianti. Rispetto alla generazione precedente, il veicolo ha un'impronta notevolmente più grande con una lunghezza aggiuntiva di circa 150 mm (a seconda della variante) e un passo più lungo di 60 mm.
La fascia anteriore è decorata da luci sottili orizzontali e il design del rivestimento del passaruota sulle parti laterali è integrato con le luci anteriori e posteriori.

### Kona Electric
La Kona Electric è costruita con un'architettura elettrica da 400 V, che compromette i tempi di ricarica rapida CC rispetto ad altri veicoli elettrici Hyundai costruiti sulla più recente architettura da 800 V.